# 浅岡齋
浅岡 齋（あさおか ひとし、1906年10月17日 - 1983年3月22日）は、日本の官吏、政治家、実業家。岡崎市役所職員として戦災復興と都市計画事業に大きく貢献。また、岡崎市助役として3期12年にわたって竹内京治・太田光二市政を支えた。愛知県議会議員を1期務めた。

## 経歴
愛知県額田郡広幡町大字伊賀（現・岡崎市伊賀町）に生まれる。両親は岡崎町大字松本（現・岡崎市松本町）で置屋「浅岡」を営んでいた。上京し東京実業学校に学んだが2年で中退。19歳の時に豊橋市の騎兵連隊に入隊。1929年（昭和4年）、母親を心臓病で亡くす。意気阻喪した浅岡は除隊し、樺太の造林会社に活路を見出した。森林から伐採した木材を積んだイカダに一旦乗った以上、イカダをつなぐ一本の綱が切れたら一巻の終わりという過酷な仕事に「どこをどうしても貫き通すつもりで」打ち込んだものの、会社の事業不振から2年足らずで内地に引き揚げることとなる。
27歳の時、市内元能見町の岡崎織布株式会社に入社。人事係に配置される。労働運動の盛んな頃であり、運動家の尖鋭分子たちに神社に一人で呼び出され「お互いに労働者でありながら、女工さんや職工諸君が少しでも人間らしい生活をしようとして立上れば、君がすぐ邪魔をする。少しは恥を知ったらどうだ」と凄まれたこともあったという。繊維会社時代は黒柳久太郎社長のもとでよく鍛えられたという。
1936年（昭和11年）、黒柳の会社を退社。4月に岡崎市役所に採用される。1945年（昭和20年）2月、防衛課長就任。同年7月20日未明の岡崎空襲においては市防空本部の監視哨長として市庁舎を戦火から守った。
1946年（昭和21年）4月、建設課長就任。1948年（昭和23年）2月11日、岡崎市消防長就任。なお、岡崎市消防本部はこの年の3月7日に発足している。
1954年（昭和29年）11月10日、編纂者の一人として携わった『岡崎市戦災復興誌』が刊行。

### 岡崎市助役に就任

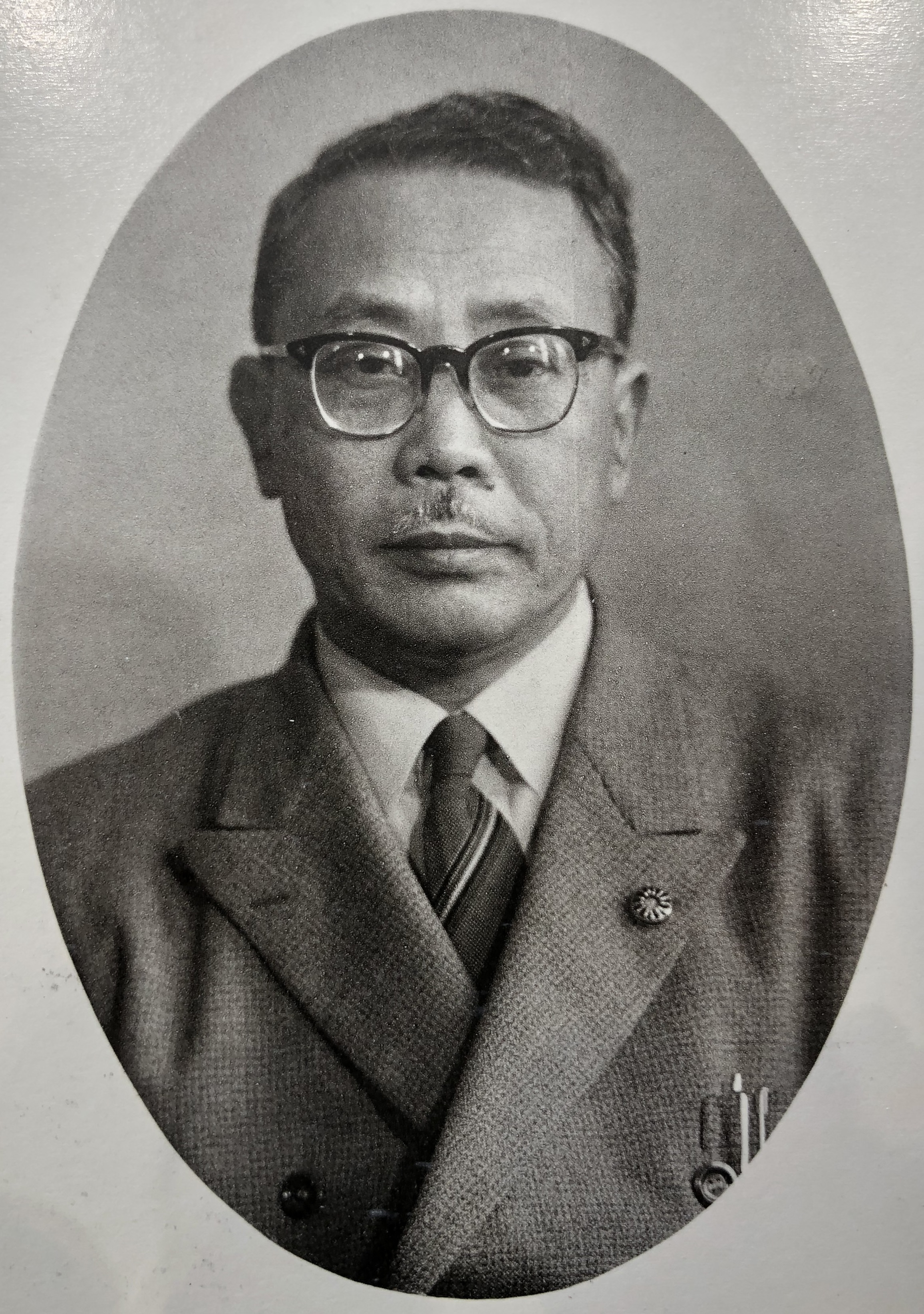
義兄の太田光二

1955年（昭和30年）4月に竹内京治が岡崎市長選挙に3選。同年6月、手腕と功績を買われ、助役に抜擢される。戦災復興とこれに伴う都市計画事業推進のほか

、数多くの近代工場の誘致に尽力した（後述）。1959年（昭和34年）4月、義兄の太田光二が市長選に立候補し、4選を狙う竹内を破る。
1967年（昭和42年）6月28日、任期満了により助役を退任。退任後は、名鉄グループが出資設立した康生通西の西三河総合ビル、岡崎陸運株式会社を前身とする岡陸タクシーの各代表取締役を務め経済界でも活躍した。
1969年（昭和44年）7月に盟友の榊原金之助県議が脳卒中で倒れると、周囲から後継者として出馬を勧められるようになる。義兄の太田市長が4選出馬の意思を固める前に運動を開始。1971年（昭和46年）4月11日の愛知県議会議員選挙に自由民主党公認で立候補し初当選した。なお、4月25日には市長選も行われ、太田は前県議の内田喜久に敗れた。県議選の結果は以下のとおり。
※当日有権者数：137,526人 最終投票率：71.50%（前回比：＋13.92%）
| 候補者名   | 当落 | 年齢 | 所属党派   | 新旧別 | 得票数   |
| ---------- | ---- | ---- | ---------- | ------ | -------- |
| 近藤春次   | 当   | 65   | 自由民主党 | 現     | 21,318票 |
| 浅岡齋     | 当   | 64   | 自由民主党 | 新     | 15,257票 |
| 長坂信     | 当   | 45   | 民社党     | 新     | 12,890票 |
| 田中定雄   | 当   | 46   | 日本共産党 | 新     | 12,065票 |
| 山田悠紀男 | 落   | 57   | 日本社会党 | 現     | 10,882票 |
| 長坂定     | 落   | 43   | 自由民主党 | 新     | 9,284票  |
| 坂部鉦一   | 落   |      | 自由民主党 | 新     | 7,501票  |
| 柴田八重   | 落   |      | 無所属     | 新     | 6,485票  |
| 山本謙二   | 落   | 62   | 無所属     | 新     | 1,351票  |
| 神谷光男   | 落   | 46   | 無所属     | 新     | 507票    |

1975年（昭和50年）の県議選は出馬せず、1期で退任した。
1981年（昭和51年）11月、地方自治の発展に尽くした功労で勲五等瑞宝章を受章。
1983年（昭和58年）3月22日、脳血栓症のため三嶋内科病院で死去。76歳没。

## 工場誘致
浅岡が助役在職中に手がけた工場誘致の実績は以下のとおり。
| クラタ産業               | 1956年7月移転     |
| 豊興工業                 | 1958年2月設立     |
| 日本高分子管             | 1958年12月設立    |
| 東レ                     | 1960年3月操業     |
| 新三菱重工               | 1961年建設        |
| 日本セキソウ工業         | 1961年4月操業     |
| 名古屋エラスチック製砥   | 1962年10月操業    |
| 東レ・モノフィラメント   | 1963年4月設立     |
| 三井ミーハナイト・メタル | 1964年2月設立     |
| マルヤス工業             | 1965年2月操業     |
| 日本タッパーウェア       | 1965年2月操業     |
| 愛知時計電機             | 1966年4月工場建設 |